# 데라누마 시몬
데라누마 시몬(일본어: 寺沼 星文, 2001년 3월 8일~)는 일본의 축구 선수이다.

## 구단 경력
그는 2022년 J2리그의 미토 홀리호크에 입단했다.